# Aleksandre Amisulasjvili
Aleksandre Amisulasjvili (georgiska: ალექსანდრე ამისულაშვილი, ibland även angliserat som Aleksandr) född 20 augusti 1982 i Telavi, är en georgisk före detta fotbollsspelare. Han har under sin karriär spelat för bland annat Kayserispor, PFC Spartak Naltjik, FK Dnipro Dnipropetrovsk, Iberia Samtredia och Torpedo Kutaisi.
Amisulasjvili spelade även för Georgiens herrlandslag i fotboll.